# Kees van Waning

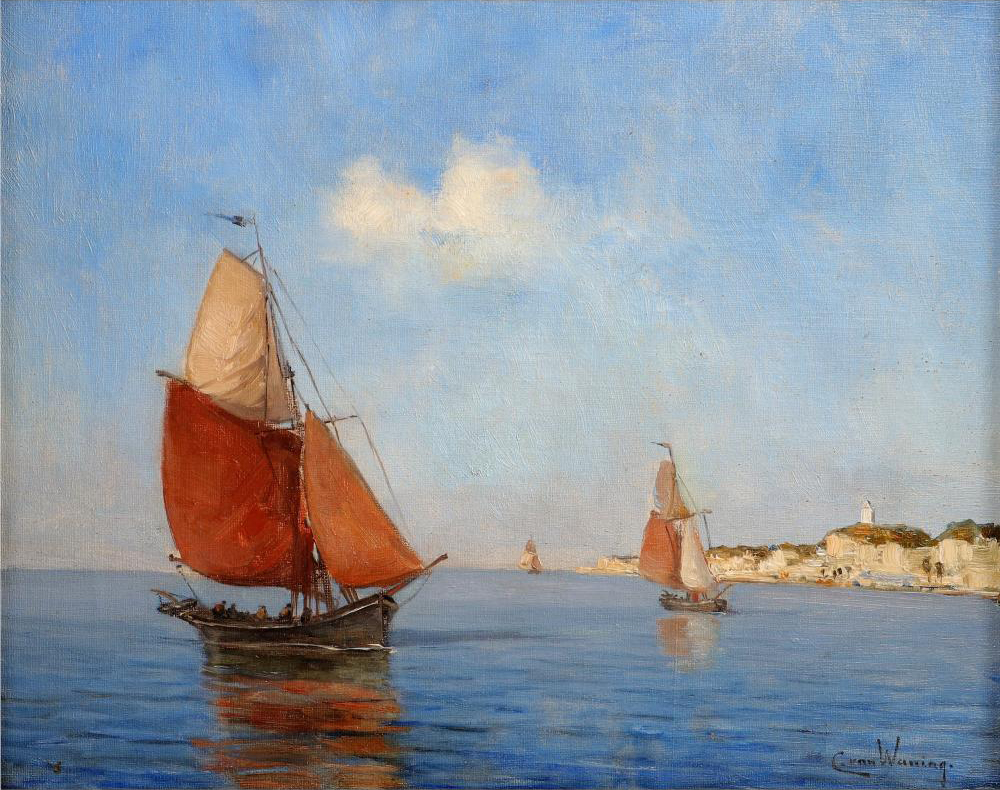
Fischereiboote unter Vollsegel in Küstennähe

Cornelis Anthonij van Waning (auch Kees van Waning, * 26. Juli 1861 in Den Haag; † 27. Oktober 1929 ebenda) war ein niederländischer Landschafts- und Marinemaler.
Van Waning war Schüler von Johannes Bosboom und Johan Michaël Schmidt Crans. Anschließend wurde er von Willem Maris beraten. 
Er lebte und arbeitete in Den Haag, besuchte 1894 Belgien und Frankreich, dann lebte in Voorburg, kurz 1906 in Rijswijk (Zuid-Holland) dann wieder in Den Haag.
Er malte und zeichnete Landschaften, Stadtlandschaften, Häfen, Flüsse und Küsten. 
Seine Malerei war vom Impressionismus beeinflusst. Er war Mitglied von „Arti et Amicitiae“ in Amsterdam, „Pulchri Studio“ in Den Haag und von „De Rotterdammers“. 
Er heiratete 1906 seine Schülerin Marie Christina Hendrica Stevels (1874–1943).
Von 1887 bis 1903 nahm er an Ausstellungen in Den Haag. Amsterdam und Arnhem teil. 